# Бизин, Николай Петрович
Николай Петрович Бизин (12 декабря 1928, дер. Еремеевка, Средне-Волжская область — 8 июня 2002, пгт. Инской, Кемеровская область) — проходчик горных выработок шахты «Чертинская-Южная» треста «Беловоуголь»; Герой Социалистического Труда (1966).

## Биография
Родился в деревне Еремеевка Средне-Волжской области в семье колхозника. Окончив 7 классов, работал в колхозе до 1948 года.
В 1949 г. в ответ на призыв «Обеспечить страну сибирским углём» приехал в Кузбасс, где окончил ФЗО и до 1956 года работал проходчиком на шахте № 4 в городе Осинники.
С 1956 года перешёл на вновь открывающуюся шахту «Чертинская-Южная» в городе Белово, где через некоторое время стал бригадиром. В 1960 году его бригада комбайном ПК-3 прошла за сутки 52 метра подэтажного штрека сечением 7 м², задание было выполнено на 390 %. В 1962 году коллектив с помощью комбайна ПК-3 прошёл 502 метра бремсберга за месяц и установил рекорд Кузбасса; в 1963 году установил всекузбасский рекорд суточной проходки. По предложению Н. П. Бизина проходческая бригада первого участка шахты «Чертинская-Южная» была укрупнена, что повысило производительность труда и снизило себестоимость проходки. По методу Н. П. Бизина на шахтах треста «Беловоуголь» создали пять скоростных проходческих бригад. В забое бригады по решению бюро горкома КПСС была создана рудничная школа передового опыта.
Особенно хорошо поработала бригада в годы семилетки, предшествовавшей XXIII съезду партии: ежегодно она проходила по пять километров горных выработок. В 1966 году бригадир проходческой бригады Н. П. Бизин был избран делегатом на съезд.
Избирался членом областного комитета партии, депутатом областного Совета народных депутатов.
После ухода на пенсию в 1979 г. Николай Петрович Бизин несколько лет работал в профессионально-техническом училище № 22.
Последние годы жизни проживал в пгт. Инской ныне Беловского Городского Округа по адресу: ул. Липецкая, д. 26. Умер 8 июня 2002 года. Похоронен на кладбище пгт. Инской.

### Семья
Дети: Иван, Наталья, Ольга.

## Награды
- Знак «Шахтёрская слава» трёх степеней
- Герой Социалистического Труда (1966) — за выдающиеся заслуги в выполнении заданий семилетнего плана по развитию угольной промышленности
- орден Трудового Красного Знамени

## Память
- В ОАО «Белон» (город Белово) учреждён переходящий кубок «Подготовительная бригада имени Героя Социалистического труда Бизина Николая Петровича» для награждения лучшей проходческой бригады[4][5].